# Токар Володимир Олександрович
Токар Володимир Олександрович (4 червня 1941 — 8 червня 2018) — український архітектор-містобудівник. Член Національної спілки архітекторів України.

## Біографічні відомості
Народився 4 червня 1941 року у Києві. У 1964 році закінчив архітектурний факультет Київського інженерно-будівельного інституту.
Трудову діяльність розпочав у 1964 році в Київському інституті «ДІПРОМІСТО» на посаді архітектора. Після військової служби (1965-1966 рр.) працював у науково- дослідних та проектних інститутах м. Києва: «КиївНДПІ містобудування» (1967–1977 рр.), «УкрНДІпроект» вугільної промисловості СРСР (1977-1979 рр.), в головному управлінні «Київпроект» (1979-1980 рр.).
З 1981 року до 2018 року працював в Українському державному інституті проектування міст «ДІПРОМІСТО» (з 2010 року — Український державний науково-дослідний інститут проектування міст «ДІПРОМІСТО» імені Ю. М. Білоконя).
У 90-ті роки брав безпосередню участь у зміні будівельних норм та правил з їх коригуванням у відповідності до нової законодавчої бази України. У 1998-2003 роках працював над розробленням та впровадженням в містобудівну практику «Правил забудови та використання земельних ділянок», член авторського колективу з розроблення проекту «Містобудівного Кодексу України».
З 2002 року очолював архітектурно-планувальну майстерню ДП «ДІПРОМІСТО», а з 2003 року був начальником архітектурно-планувального управління інституту. 
Помер у 2018 році. Похований на Байковому кладовищі.

## Діяльність
Під керівництвом Володимира Олександровича як головного архітектора проекту та за його безпосередньої участі розроблено значну кількість проектів містобудівної документації, серед яких:
- Схеми планування 10 областей України — Івано-Франківської, Чернівецької, Закарпатської, Одеської[4], Кіровоградської, Вінницької, Харківської, Херсонської, Тернопільської, Хмельницької;

серед яких:
- Генеральні плани 12 обласних центрів України — Івано-Франківська, Вінниці[5], Сімферополя, Сум, Херсона, Донецька[6], Харкова[7], Ужгорода, Хмельницького, Полтави, Тернополя, Кропивницького;
- Організація зимових гірськолижних курортів «Буковель», «Паляниця», «Яремче», «Татарів»;
- Генеральні плани курортів «Сатанів» Хмельницької області, «Кароліно-Бугаз-Санжійка» та «Затока» Одеської області;
- Проекти груп адміністративних районів в зоні впливу міст Вінниця та Полтава;
- Генеральні плани, проекти детального планування у населених пунктах:
  - Дніпродзержинськ (нині Кам'янське) (Дніпропетровська область),
  - Рені, Білгород-Дністровський (Одеська область)
  - Берегове, Мукачеве (Закарпатська область)
  - Могилів-Подільський, Козятин (Вінницька область)
  - Керч, Джанкой (Автономна Республіка Крим)
  - Чугуїв (Харківська область)
  - Коломия, Снятин (Івано-Франківська область);
  - Гола Пристань (Херсонська область).

Брав участь у розробленні Схеми планування територій узбережжя Чорного та Азовського морів та спільних проектів містобудівного розвитку транскордонних регіонів Україна — Словаччина, Україна — Угорщина.